# Pegomya mediarmata
Pegomya mediarmata este o specie de muște din genul Pegomya, familia Anthomyiidae, descrisă de Zheng și Xue în anul 2002.
Este endemică în Liaoning. Conform Catalogue of Life specia Pegomya mediarmata nu are subspecii cunoscute.